# Dorothy Lawton
Pour les articles homonymes, voir Lawton.
Dorothy Lawton est une bibliothécaire musicale britannique née le 31 juillet 1874 à Sheffield et morte le 19 février 1960 à Bournemouth.

## Biographie
Dorothy Lawton naît le 31 juillet 1874 à Sheffield,.
Avec sa famille, elle s'installe jeune aux États-Unis. Elle étudie le piano avec Carl Hermann, un élève de Liszt, puis auprès de John Brady et Zygmunt Stojowski,.
Elle fait des conférences sur le piano, enseigne l'instrument ainsi que la théorie et l'histoire de la musique, jusqu'en 1920.
En 1920, Dorothy Lawton fonde le département musique de la New York Public Library, dont elle prend la direction. Elle développe considérablement les fonds de l'institution (aujourd'hui à la New York Public Library for the Performing Arts) et prend sa retraite en 1945,. En 1930, elle crée également un département musique à l'American Library à Paris,.
En 1946, elle retourne en Angleterre et s'installe à Londres,.
Elle est à l'initiative en 1947-1948, en compagnie de la pianiste Winifred Christie, de la création de la Central Music Library, future Westminster Music Library (en).
Dorothy Lawton meurt le 19 février 1960 à Bournemouth,.